# Équipe du Mandchoukouo de football
Maillots
L'équipe du Mandchoukouo de football, officiellement nommée « équipe de Mandchourie de football » (滿洲国国家足球隊, Mǎnzhōuguó Guójiā Zúqiú Duì), est une éphémère sélection nationale qui représenta le Mandchoukouo et la Mongolie-Intérieure.

## Histoire
Créée en 1932 par d'anciens fonctionnaires de la dynastie Qing avec l'aide de l'empire du Japon, elle souffre cependant de la non-reconnaissance internationale du Mandchoukouo et ne peut rejoindre la confédération asiatique de football ou la FIFA, ni participer à la coupe du monde ou à la coupe d'Asie des nations.
L'équipe nationale de football de la Mandchourie est le représentant du peuple mongol et mandchoue en Chine.
La Mandchourie n'est pas membre de la FIFA et de l'AFC, et leurs fédérations ne sont pas reconnus par eux.
La sélection ne joue durant son existence que 8 matches entre 1939 à 1942 contre 5 équipes, qui se soldent par de très lourdes défaites en encaissant au total dix-sept buts et en n'en marquant que trois.
La Mandchourie a fini lors du Tournoi 2600e anniversaire du Japon et du Tournoi 10e anniversaire du Mandchourie à la seconde place.
Le premier match se déroule dans le cadre des « jeux d'amitié entre le Japon, le Mandchoukouo et la Chine », un championnat organisé par le Japon à la place des jeux de l'Extrême-Orient qui ne peuvent avoir lieu en raison du déclenchement de la guerre sino-japonaise (1937-1945). Le second match se déroule durant les jeux de l'Asie de l'Est, organisés en 1940 à l'occasion du 2600e anniversaire de l'empire japonais mais également pour célébrer la fondation de la sphère de coprospérité de la grande Asie orientale.

### Nations rencontrées
| Adversaire                 | Joués | Victoires | Matchs nuls | Défaites | Buts pour | Buts contre |
| -------------------------- | ----- | --------- | ----------- | -------- | --------- | ----------- |
| Philippines                | 1     | 0         | 1           | 0        | 1         | 1           |
| République de Chine        | 1     | 0         | 0           | 0        | 0         | 0           |
| Mengjiang                  | 1     | 1         | 0           | 0        | 10        | 1           |
| Japon                      | 3     | 0         | 0           | 3        | 1         | 16          |
| République de Chine-Nankin | 2     | 1         | 0           | 0        | 1         | 0           |

### Bilan
| Rang | Équipe      | Pts | J | G | N | P | Bp | Bc | Diff |
| ---- | ----------- | --- | - | - | - | - | -- | -- | ---- |
| #    | Mandchourie | 7   | 8 | 2 | 1 | 3 | 13 | 18 | -5   |

Pour trois matchs, il n'y a aucune information. Ces matchs n'ont peut être pas été joués ou les informations manquantes sont dans les archives japonaises.

### Match par adversaire
| Date             | Lieu                | Équipe      | Résultat | Adversaire        | Tournois/amical                                 |
| ---------------- | ------------------- | ----------- | -------- | ----------------- | ----------------------------------------------- |
| 3 septembre 1939 | Xinjing Mandchourie | Mandchourie | 0-6      | Japon             | Jeux 3 Nations                                  |
| ? septembre 1939 | Xinjing Mandchourie | Mandchourie | Inconnu  | Republic of China | Jeux 3 Nations                                  |
| 7 juin 1940      | Tokyo Japon         | Mandchourie | 0-7      | Japon             | Tournoi du 2600eme anniversaire du Japon        |
| 16 juin 1940     | Nishinomiya Japon   | Mandchourie | 1-1      | Philippines       | Tournoi du 2600eme anniversaire du Japon        |
| 19 juin 1940     | Osaka Japon         | Mandchourie | 1-0      | Republic of China | Tournoi du 2600eme anniversaire du Japon        |
| 9 août 1942      | Xinjing Mandchourie | Mandchourie | 1-3      | Japon             | Tournoi du 10eme anniversaire de la Mandchourie |
| 10 août 1942     | Xinjing Mandchourie | Mandchourie | 3-1      | Republic of China | Tournoi du 10eme anniversaire de la Mandchourie |
| 11 août 1942     | Xinjing Mandchourie | Mandchourie | 10-1     | Mengjiang         | Tournoi du 10eme anniversaire de la Mandchourie |